# رنجبرلر
رنجبرلر (به ترکی آذربایجانی: Rəncbərlər) یک منطقهٔ مسکونی در جمهوری آذربایجان است که در شهرستان آغجه‌بدی واقع شده‌است. رنجبرلر ۲٬۰۶۲ نفر جمعیت دارد.